# Tom Lord
Thomas 'Tom' D. Lord (Vancouver, 27 juli 1940) is een Canadees jazzdiscograaf.

## Carrière
Tom Lord begon in 1992 in Vancouver met de publicatie van een omvangrijke jazz-discografie, die in 2007 in 34 banden voorkomt (de oorspronkelijk gedrukte editie werd in 2001 in 26 banden van elk 600 pagina's afgerond) en ook als jaarlijkse nieuwe cd-rom is uitgebracht. Bovendien kan men zich voor een onlinebenadering op de databank abonneren. Ze berust op oudere voorafgaande discografieën zoals die van Brian Rust, Jörgen Grunnet Jepsen, Walter Bruyninckx en Albert McCarthy, het archief van het tijdschrift 'Cadence', informatie van verzamelaars, enz. Lord ontwierp daarmee een omvangrijke database, die hij voortdurend actualiseert. In de discografie zijn volgens hem 29.000 leiders, ongeveer 700.000 muzikanten, waarvan 170.000 jazzmuzikanten en meer dan 180.000 sessies geregistreerd en in totaal meer dan 400.000 uitgaven van geluidsdragers (cd, lp, 78’). De vroegst geregistreerde opnamen zijn afkomstig uit 1896. Lord schenkt aandacht aan alle jazzgenres. Er zijn ook enkele blues-opnamen en ook feitelijk niet tot de jazz behorende muziekrichtingen als gospel en cajunmuziek geregistreerd.
Het discografie-project van Tom Lord is naast dat van Erik Raben in Denemarken, dat wordt voortgezet door Jebsen, en dat van Bruyninckx in België het omvangrijkste huidige lopende jazzdiscografie-project.